# La Ermita (Panamá Oeste)
La Ermita es un corregimiento del distrito de San Carlos en la provincia de Panamá Oeste, República de Panamá. La localidad tiene 1.571 habitantes (2010).